# Kleitomachos
Kleitomachos (altgriechisch Κλειτόμαχος, latinisiert Clitomachus; * wohl 187/186 v. Chr. in Karthago; † 110/109 v. Chr. in Athen) war ein antiker Philosoph im Zeitalter des Hellenismus. Nach seiner Heimatstadt wird er auch Kleitomachos von Karthago genannt. Er war ein prominentes Mitglied der Platonischen Akademie in Athen, die er lange als Scholarch leitete.

## Leben

Fragment über Kleitomachos aus den Academica des Philodemos (Papyrus Herculanensis 1021, Spalte 30 der Oxforder Abschrift)

Kleitomachos trug ursprünglich den punischen Namen Hasdrubal. Er soll anfangs in seiner karthagischen Heimat in seiner punischen Muttersprache Philosophie getrieben haben. Im Alter von 24 Jahren, also wohl 163/162, kam er nach Athen. Dort studierte er die Lehren der drei rivalisierenden Philosophenschulen Akademie, Peripatos und Stoa. Er schloss sich dem berühmten Philosophen Karneades von Kyrene an, einem der profiliertesten Vertreter des Skeptizismus der „Jüngeren Akademie“. Der Skeptizismus war die seit Arkesilaos in der Akademie herrschende Richtung. Karneades soll dem Karthager zunächst die griechische Sprache beigebracht haben. Nach vier Jahren trat Kleitomachos 159/158 der Akademie bei. In der Folgezeit verlieh ihm die Stadt Athen das Bürgerrecht. Möglicherweise begleitete er Karneades auf dessen Reise nach Rom im Jahr 155, die dort großes Aufsehen erregte. Im Jahr 146 wurde seine Heimatstadt Karthago am Ende des Dritten Punischen Krieges von den Römern erobert und zerstört. Marcus Tullius Cicero überliefert, dass er anlässlich dieses Geschehens eine Trostschrift an seine Mitbürger sandte.
140/139 gründete Kleitomachos eine eigene Philosophenschule außerhalb der Akademie im Palladion, einem Gymnasion Athens. Diese Trennung von Karneades, der damals als Scholarch die Akademie leitete, war möglicherweise auf eine persönliche Entfremdung zwischen Lehrer und Schüler zurückzuführen. Ob dabei auch inhaltliche Differenzen zwischen den beiden Philosophen eine Rolle spielten, ist unklar. Kleitomachos’ Schritt in die Eigenständigkeit hatte wohl zur Folge, dass er 137/136, als Karneades aus gesundheitlichem Grund zurücktrat, von vornherein nicht als Nachfolger in Betracht kam.
Als Karneades 129/128 starb, kehrte Kleitomachos in die Akademie zurück, wobei er von vielen seiner Schüler begleitet wurde. Seine eigene Schule löste er offenbar auf. Die Leitung der Akademie hatte damals ein anderer Schüler des Karneades inne, Krates von Tarsos, über den sehr wenig bekannt ist; er scheint unbedeutend gewesen zu sein. Die Umstände von Kleitomachos’ Rückkehr nach rund elfjähriger Abwesenheit sind unbekannt. Als sehr wahrscheinlich kann jedenfalls gelten, dass der Tod des Karneades eine Voraussetzung für diesen Schritt bildete, den Kleitomachos zu Lebzeiten seines Lehrers nicht gewagt hatte. Offenbar handelte es sich faktisch um eine gewaltsame Besetzung der Akademie, in der Kleitomachos nunmehr eine maßgebliche Position beanspruchte. Anscheinend wurde Krates aber nicht abgesetzt oder zum Rücktritt gezwungen, sondern blieb zumindest nominell Scholarch. Als er zwei Jahre später (127/126) starb, übernahm Kleitomachos formell die Leitung der Akademie. Er amtierte bis zu seinem Tod, der 110/109 eintrat.
Angeblich setzte Kleitomachos seinem Leben selbst ein Ende, nachdem er schwer erkrankt war. Sein Nachfolger wurde sein Schüler Philon von Larisa.

## Werke
Kleitomachos war als außerordentlich fleißig bekannt. Von seinem Arbeitseifer zeugt der Umstand, dass ihm, wie der Doxograph Diogenes Laertios berichtet, über vierhundert Schriften zugeschrieben wurden. Außer Zitaten und teils nicht eindeutig identifizierbaren Auszügen oder Paraphrasen bei anderen Autoren (hauptsächlich Cicero und Sextus Empiricus) ist nichts davon erhalten geblieben. Nur von fünf seiner Schriften sind die Themen und spärliche Einzelheiten überliefert:
- „Über die Zurückhaltung der Zustimmung“ in vier Büchern. In diesem Werk verteidigte er die Kernthese des Skeptizismus, wonach ein Philosoph sich redlicherweise des Urteilens enthalten soll, gegen den Standpunkt der „Dogmatiker“, also aller Philosophen, die meinten, für ihre Lehren einen überprüfbaren Wahrheitsanspruch geltend machen zu können.
- eine die gleiche Thematik behandelnde, dem römischen Dichter Gaius Lucilius gewidmete Abhandlung über die Erkenntniskritik der akademischen Skeptiker
- eine weitere Schrift, in der er ebenfalls für das Vermeiden von Urteilen über den Wahrheitsgehalt von Aussagen plädierte. Möglicherweise handelte es sich um eine andere Fassung der Gaius Lucilius gewidmeten Abhandlung. Dieses Werk widmete Kleitomachos dem römischen Politiker Lucius Marcius Censorinus, der im Jahr 149 Konsul war. Censorinus spielte als Flottenkommandeur bei der Belagerung Karthagos, die zur Zerstörung der Stadt führte, eine wesentliche Rolle.
- eine Trostschrift an seine gefangenen und damit in die Sklaverei geratenen einstigen Mitbürger nach der Zerstörung Karthagos im Jahr 146. Darin behandelte er das in der philosophischen Literatur oft erörterte Thema der inneren Unabhängigkeit des Philosophen von äußeren Wechselfällen des Schicksals. Von mündlichen Darlegungen des Karneades ausgehend argumentierte er gegen die Behauptung, auch ein Weiser werde nach dem Verlust seiner Heimat von Kummer befallen.[5]
- „Über Philosophenschulen“, eine Übersicht über die Lehren der verschiedenen Schulen

## Lehre
Kleitomachos galt als treuer Anhänger der Philosophie seines Lehrers Karneades; anscheinend wich er nur geringfügig von dessen Standpunkt ab. Karneades hatte im Sinne des Skeptizismus behauptet, es sei niemand gelungen, ein gesichertes, nachweislich zutreffendes Wissen über irgendeine Frage der Philosophie zu erlangen. Daher habe sich ein Philosoph der Zustimmung zu Eindrücken und Folgerungen, die sich ihm aufzudrängen scheinen, zu enthalten. Er müsse auf alle Äußerungen verzichten, die mit dem Anspruch auf Feststellung einer objektiven Wahrheit verbunden sind. Zulässig seien nur Aussagen über die abgestufte Glaubwürdigkeit oder Wahrscheinlichkeit von Annahmen. Bei der Wahrscheinlichkeit handelte es sich für Karneades und Kleitomachos nicht um ein Kriterium der Wahrheit, sondern nur um ein Kriterium für die Praxis des Handelns.
Kleitomachos bemühte sich um die Verteidigung und Verbreitung der Philosophie des Karneades. Dies erwies sich als problematisch, denn Karneades’ eigene Position zu den einzelnen Fragen, zu denen er sich geäußert hatte, war schwer zu ermitteln und Kleitomachos klagte, er habe nie herausfinden können, was sein Lehrer für richtig hielt. Da Karneades keine philosophischen Werke hinterlassen hatte, standen als Quellen nur Nachschriften seiner Schüler zur Verfügung, die von deren Interpretationen mitgeprägt waren. Das Haupthindernis bei der Darlegung seiner Auffassung war der Umstand, dass er als konsequenter Skeptiker auch sein eigenes Denken skeptisch betrachtete und daher die Festlegung auf einen eigenen Standpunkt zu umgehen pflegte. In seinen kritischen Erörterungen fremder Lehrmeinungen untersuchte er nur die Ansichten anderer Philosophen und ließ die Frage offen, wie er selbst über die besprochenen Probleme dachte.
Wie sein Lehrer widmete sich Kleitomachos der Aufgabe, die Behauptungen der Philosophen zu widerlegen, die – wie insbesondere die Stoiker – meinten, die Richtigkeit ihrer Annahmen sei beweisbar. Er versuchte zu zeigen, dass es sich dabei in Wirklichkeit um bloße Meinungen handle, die von ihren Anhängern leichtfertig wie Tatsachen behandelt würden. Dabei ging er, wie es bei den Skeptikern üblich war, von den jeweiligen gegnerischen Annahmen aus und bemühte sich, sie als nicht überzeugend zu erweisen. Außerdem wandte er sich gegen die Rhetoriker, die seit jeher von den Platonikern kritisiert wurden, da sie darauf aus seien, das Publikum mit rednerischen Kunstgriffen in die Irre zu führen und Meinungen für Wissen auszugeben. 
Offenbar vertrat Kleitomachos einen radikalen Skeptizismus und legte auch die Äußerungen seines Lehrers in diesem Sinne aus. So wandte er sich nachdrücklich gegen die Ansicht, der Verzicht auf „Zustimmung“ betreffe nur Tatsachenbehauptungen und daher dürfe man als Skeptiker einer Wahrscheinlichkeitsbehauptung zustimmen. Eine solche Einschränkung der prinzipiellen skeptischen Urteilsenthaltung betrachtete er als unzulässige Konzession an den Dogmatismus. Er sah darin eine teilweise Rehabilitierung des von den Skeptikern bekämpften Vertretens von unzulänglich begründeten Meinungen. Meinungen über Wahrscheinlichkeitsfragen sind aus der Sicht des radikalen Skeptizismus Urteile und als solche ebenso wie sonstige Urteile philosophisch wertlos und ihrer Natur nach illusionär. Wenn man den Wahrheitsgehalt einer Aussage nicht erkennen kann, darf man sich auch kein Urteil darüber anmaßen, wie wahrscheinlich oder glaubwürdig die Annahme ist, dass die Aussage zutrifft. Kleitomachos verglich die Leistung des Karneades, der die Zustimmung zu den fragwürdigen Meinungen im menschlichen Geist „wie ein wildes, schreckliches Tier“ ausgerottet habe, mit den Heldentaten des Herakles.
Ob Karneades hinsichtlich der Wahrscheinlichkeitsaussagen den Grundsatz der Urteilsenthaltung zumindest gelegentlich aufgeweicht hat, war unter seinen Schülern strittig. Möglicherweise waren Differenzen in diesem Punkt einer der Gründe für Kleitomachos’ Entscheidung, zu Lebzeiten seines Lehrers eine eigene Schule zu eröffnen.

## Rezeption
Von den Schülern des Kleitomachos sind nur zwei namentlich bekannt: Philon von Larisa, der sein Nachfolger wurde, und Herakleitos von Tyros. Zeitweilig waren zwei Römer unter den Teilnehmern seiner Lehrveranstaltungen: Lucius Licinius Crassus und Marcus Claudius Marcellus.
Kleitomachos war der letzte prominente Vertreter des radikalen Skeptizismus innerhalb der Akademie. Sowohl sein Nachfolger Philon als auch andere zeitgenössische Akademiker wie Metrodoros von Stratonikeia und vermutlich auch Charmadas vertraten gemäßigte Positionen hinsichtlich der Zulässigkeit von bloßen „Meinungen“ und der Zustimmung zu Wahrscheinlichkeitsaussagen. Damit bereiteten sie gedanklich eine Wende vor, eine zunächst partielle Rückkehr zu „dogmatischem“ Denken mit als wahr geltenden Lehraussagen. Schließlich kam es im 1. Jahrhundert v. Chr. zu einer entschiedenen und dauerhaften Abwendung der Platoniker vom Skeptizismus, womit die Epoche des Mittelplatonismus begann.
Kleitomachos’ Werke waren die Hauptquellen, denen die folgenden Generationen direkt oder indirekt ihre Kenntnis der Philosophie des Karneades verdankten. Zu den späteren Autoren, die sich mit den Schriften des Kleitomachos auseinandersetzten, gehören Cicero, Plutarch und Sextus Empiricus, der ein Anhänger einer außerakademischen skeptischen Richtung („pyrrhonische Skepsis“) war.